# Geopelia
Geopelia (Swainson, 1837) è un genere di uccelli appartenente alla famiglia dei Columbidi, originario del Sud-est asiatico e dell'Australasia.
L'habitat delle specie del genere Geopelia è spesso l'aperta campagna e la boscaglia. Si nutrono principalmente di semi che trovano foraggiando sul terreno. Di solito depongono due uova in un semplice nido di ramoscelli ed erba. Il loro piumaggio è prevalentemente bruno-grigiastro con un motivo a macchie o barre. La colomba zebrata e la colomba diamantina sono comunemente tenute in cattività.
Il genere fu introdotto nel 1837 dal naturalista inglese William John Swainson con Geopelia striata come serie tipo. Il nome del genere combina il greco antico geō- che significa "terra-" e peleia che significa "tortora".

## Tassonomia
Comprende le seguenti specie:
- Geopelia cuneata (Latham, 1802) - tortora diamantina
- Geopelia striata (Linnaeus, 1766) - tortora zebrata
- Geopelia placida Gould, 1844 - tortora placida
- Geopelia maugei (Temminck, 1809) - tortora barrata
- Geopelia humeralis (Temminck, 1821) - tortora spallebarrate